# Padre Bernardo
Padre Bernardo es un municipio brasileño del estado de Goiás, ubicado en la Microrregión del Entorno del Distrito Federal y en la Mesorregión del Este Goiano. El municipio posee, según el censo de 2013 del Instituto Brasileño de Geografía y Estadística, una población de 30 059 habitantes en una superficie de 3 139,177  km².
Este municipio fue fundado el 9 de mayo de 1964.